# Doplňovací volby do Senátu Parlamentu České republiky 2003
Doplňovací volby do Senátu Parlamentu České republiky se v roce 2003 konaly dvakrát. První volby proběhly na přelomu října a listopadu ve volebním obvodu č. 12 – Strakonice, druhé volby proběhly v listopadu ve volebním obvodu č. 58 – Brno-město.

## Senátní obvod č. 12 – Strakonice
Volby v senátním obvodu č. 12 – Strakonice se konaly z důvodu jmenování senátora Pavla Rychetského (ČSSD) dne 6. srpna 2003 soudcem a předsedou Ústavního soudu České republiky. Rychetský byl do Senátu zvolen ve volbách v roce 2002 a jeho mandát trval do roku 2008. První kolo doplňovacích voleb proběhlo 31. října a 1. listopadu 2003, druhé kolo následně 7. a 8. listopadu 2003. Novým senátorem byl ve druhém kole voleb zvolen Josef Kalbáč z KDU-ČSL.

### Kandidáti a výsledky
|  | Kandidát               | Volební strana | Navrhující strana | Politická příslušnost | Počet hlasů (1. kolo) | %     | Počet hlasů (2. kolo) | %     |
|  | ---------------------- | -------------- | ----------------- | --------------------- | --------------------- | ----- | --------------------- | ----- |
|  | Ing. Josef Kalbáč      | KDU-ČSL        | KDU-ČSL           | KDU-ČSL               | 3 639                 | 18,16 | 7 321                 | 53,48 |
|  | Ing. Pavel Pavel       | ODS            | ODS               | ODS                   | 5 697                 | 28,43 | 6 375                 | 46,54 |
|  | Ing. Karel Rodina      | KSČM           | KSČM              | KSČM                  | 3 388                 | 16,91 | —                     | —     |
|  | MUDr. Petr Pumpr       | SNK ED         | SNK ED            | BEZPP                 | 2 516                 | 12,55 | —                     | —     |
|  | MUDr. Josef Vávra      | NK             | NK                | BEZPP                 | 2 428                 | 12,12 | —                     | —     |
|  | Mgr. Josef Samec       | ČSSD           | ČSSD              | ČSSD                  | 1 269                 | 6,33  | —                     | —     |
|  | Ing. arch. Jan Rampich | ODA            | ODA               | ODA                   | 1 096                 | 5,47  | —                     | —     |

## Senátní obvod č. 58 – Brno-město
Volby v senátním obvodu č. 58 – Brno-město se konaly z důvodu jmenování senátorky Dagmar Lastovecké (ODS) dne 29. srpna 2003 soudkyní Ústavního soudu České republiky. Lastovecká byla do Senátu zvolena ve volbách v roce 1998 a její mandát trval do roku 2004. První kolo doplňovacích voleb proběhlo 7. a 8. listopadu 2003, druhé kolo následně 14. a 15. listopadu 2003. Novým senátorem byl ve druhém kole voleb zvolen Karel Jarůšek z ODS.

### Kandidáti a výsledky
|  | Kandidát                   | Volební strana | Navrhující strana | Politická příslušnost | Počet hlasů (1. kolo) | %     | Počet hlasů (2. kolo) | %     |
|  | -------------------------- | -------------- | ----------------- | --------------------- | --------------------- | ----- | --------------------- | ----- |
|  | Karel Jarůšek              | ODS            | ODS               | ODS                   | 4 858                 | 31,63 | 4 761                 | 50,11 |
|  | Ing. Rostislav Slavotínek  | KDU-ČSL        | KDU-ČSL           | KDU-ČSL               | 2 822                 | 18,37 | 4 740                 | 49,88 |
|  | RNDr. Daniel Borecký, CSc. | KSČM           | KSČM              | KSČM                  | 2 267                 | 14,76 | —                     | —     |
|  | Petr Cibulka               | PB             | PB                | PB                    | 2 043                 | 13,30 | —                     | —     |
|  | Doc. Ing. arch. Jiří Löw   | LIB            | LIB               | BEZPP                 | 1 952                 | 12,70 | —                     | —     |
|  | MUDr. Marie Součková       | ČSSD           | ČSSD              | ČSSD                  | 1 155                 | 7,52  | —                     | —     |
|  | Ing. Jiří Vachek           | NEZ            | NEZ               | NEZ                   | 261                   | 1,69  | —                     | —     |